# شارلین کارترایت-رابینسون
شارلین کارترایت-رابینسون (انگلیسی: Sharlene Cartwright-Robinson؛ زادهٔ ۴ سپتامبر ۱۹۷۱) سیاست‌مدار و وکیل اهل جزایر تورکس و کایکوس است که از ۲۰ دسامبر ۲۰۱۶ سمت نخست وزیر این کشور را برعهده دارد.